# Zethenia muscula
Zethenia muscula är en fjärilsart som beskrevs av Max Joseph Bastelberger 1911. Zethenia muscula ingår i släktet Zethenia och familjen mätare. Inga underarter finns listade i Catalogue of Life.